# Alexandru I al Rusiei
Alexandru I Pavlovici Romanov (rusă: Александр I Павлович)), (n. 12/23 decembrie 1777, Sankt Petersburg, Imperiul Rus – d. 19 noiembrie/1 decembrie 1825, Taganrog, Imperiul Rus) a fost țarul Rusiei între 23 martie 1801 – 1 decembrie 1825, regele Poloniei între 1815 – 1825, precum și Mare Duce al Finlandei.
Alexandru s-a născut în 1777 la Sankt Petersburg, fiu al Marelui Duce Pavel Petrovici, mai târziu Pavel I al Rusiei, și al Mariei Feodorovna, fiica Ducelui de Württemberg. Alexandru a urcat pe tron după ce tatăl său a fost asasinat și a condus Rusia în perioada războaielor napoleoniene. În prima parte a domniei a încercat să introducă reforme liberale, pe când în cea de-a doua a abordat o conducere arbitrară iar o parte din vechile reforme au fost abolite. În ceea ce privește politica externă, Alexandru a obținut un succes recunoscut, câștigând numeroase campanii. În particular, sub domnia sa Rusia a obținut Finlanda, jumătatea Moldovei dintre Prut și Nistru, și o parte din Polonia. Contradicțiile misterioase ale personalității sale îl fac pe Alexandru unul din cei mai interesanți țari. Pe deasupra, moartea sa este învăluită în mister, iar locul unde se află rămășițele sale rămâne necunoscut.

## Începuturi

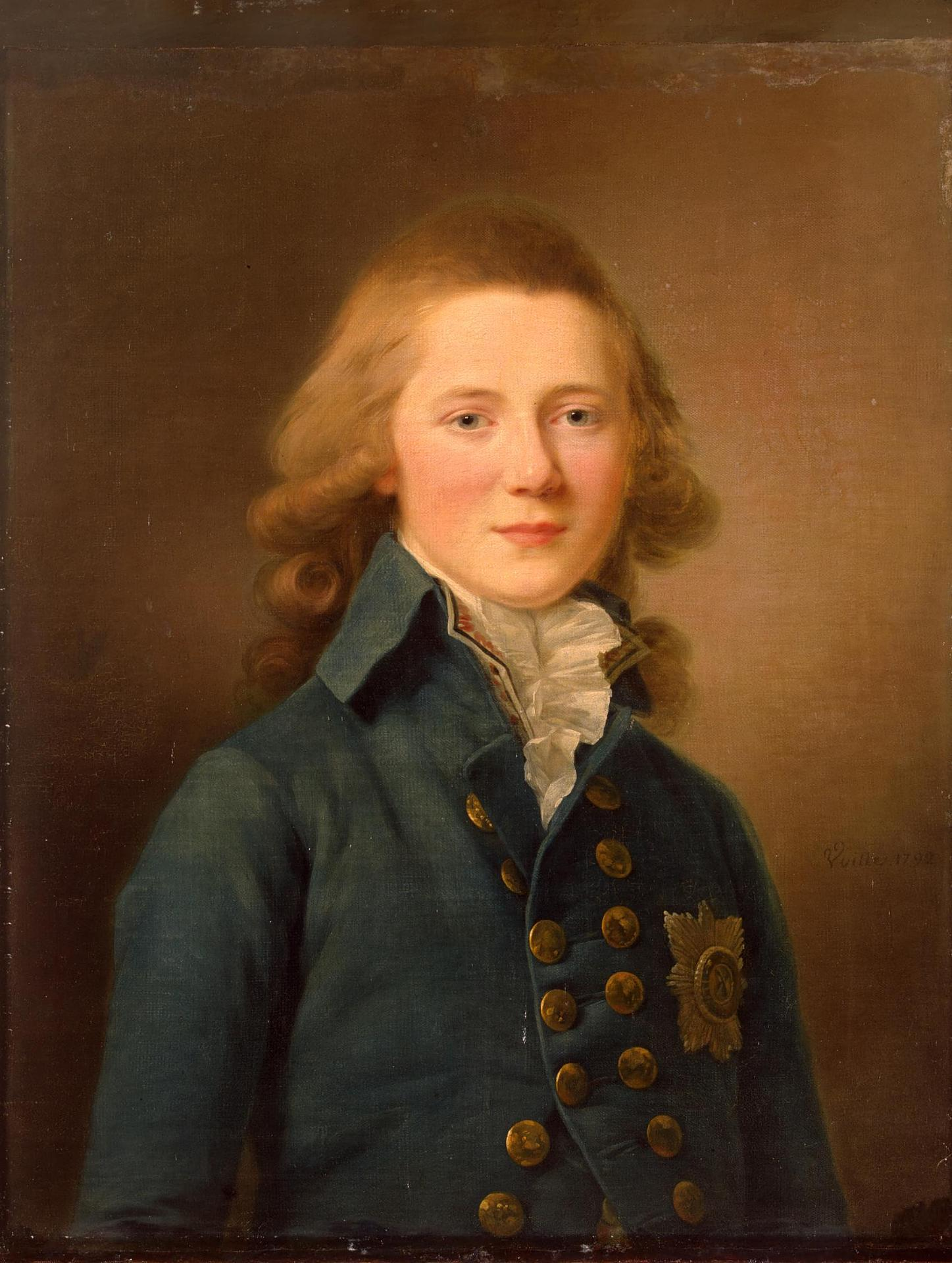
Marele Duce Alexandru, 1792.

Curând după nașterea sa, pe 23 decembrie 1777, Alexandru a fost luat de la tatăl său, Pavel I al Rusiei, de către bunica sa, Ecaterina cea Mare, care îl ura pe Pavel și nu dorea ca acesta să aibă vreo influență asupra educației viitorului împărat. Unele surse susțin faptul că ea pusese la cale să-l elimine pe Pavel din succesiune. Ambele tabere au încercat să-l folosească pe Alexandru în scopuri proprii, iar el a fost nevoit să se împartă din punct de vedere emoțional între bunică și tată, moștenitorul la tron. Aceasta l-a învățat de foarte devreme pe Alexandru cum să-i manipuleze pe cei care îl iubeau, și a devenit un "cameleon", schimbându-și principiile și personalitatea în funcție de cine îl însoțea. Crescut în atmosfera de gândire liberă de la curtea Ecaterinei, împărtășea acum principiile lui Rousseau, insuflate de tutorele său elvețian, Frédéric-César de La Harpe, și tradițiile autocrației rusești de la guvernantul său militar, Nikolai Saltîkov. Andrei Afanasievici Samborski, cel pe care bunica lui Alexandru îl alesese pentru educația sa religioasă, era un preot ortodox atipic, care trăise mult timp în Anglia și care îi învățase pe Alexandru și pe fratele său, Constantin, foarte multă engleză. Tânărul Alexandru simpatiza cu revoluționarii francezi și polonezi, totuși, tatăl său părea că-i insuflase o iubire teoretică pentru rasa umană, odată cu un dispreț pentru om. Aceste tendințe contradictorii l-au însoțit pe tot parcursul vieții și s-au remarcat prin dualismul lui în problemele domestice și militare.
Pe 9 octombrie 1793, când Alexandru avea încă 15 ani, s-a căsătorit cu Louise de Baden (Elisabeta Alexeievna), pe atunci de 14 ani. Între timp, moartea Ecaterinei din noiembrie 1796, înainte să apuce să-l numească pe Alexandru succesor, l-a adus pe Pavel pe tron. Încercările de reformă ale lui Pavel au fost întâmpinate cu ostilitate, iar mulți dintre sfătuitorii apropiați, printre care și Alexandru erau împotriva schimbărilor. Pavel I a fost asasinat în martie 1801.

## Succesiunea la tron
Alexandru I a urcat pe tron la 23 martie 1801 și a fost încoronat la Kremlin pe 15 septembrie în același an. Încă mai există dezbateri între istorici cu privire la rolul lui Alexandru în legătură cu asasinarea tatălui său. Cea mai cunoscută opinie este aceea că i-a fost dezvăluit secretul conspiratorilor și era dispus să ocupe tronul, însă a insistat ca tatăl său să nu fie omorât. Se pare că preluarea puterii de către Alexandru prin uciderea tatălui său i-a imputat remușcări și sentimentul de rușine, ceea ce explică accentuarea religiozității sale după războaiele napoleoniene.
La început, Biserica Ortodoxă a avut doar o mică influență asupra vieții împăratului. Tânărul țar era determinat să reformeze învechitul și centralizatul sistem de guvernământ pe care se baza Rusia. Deși i-a păstrat o perioadă de timp pe vechii miniștri care lucraseră pentru și îl răsturnaseră pe împăratul Pavel, una dintre primele decizii ale domniei sale a fost aceea de a numi Comitetul privat, poreclit într-un mod ironic „Comité de salut public”, alcătuit din tinerii și entuziaștii săi prieteni (Viktor Kociubei, Nicolai Nicolaevici Novosilțev, Pavel Alexandrovici Stroganov și Adam Jerzy Czartoryski) pentru a concepe un plan de reformă domestică, care trebuia să pună bazele stabilirii unei monarhii constituționale în concordanță cu învățăturile Iluminismului. De asemenea, Alexandru dorea să rezolve o altă problemă importantă din Rusia: viitorul șerbilor, deși acest lucru nu a fost realizat decât în 1861.
Chiar la începutul domniei lui Alexandru au fost făcuți câțiva pași notabili, inclusiv acordarea libertății de exprimare editurilor, descurajarea activității serviciilor de informații și interzicerea torturii. În câțiva ani, Mihail Speranski a devenit unul dintre cei mai apropiați consilieri ai țarului și a întocmit multe planuri pentru reforme elaborate. Țelurile reformatorului depășeau cu mult posibilitățile vremii și, chiar după ce au fost ridicate la rangul de dispoziții ministeriale, puține dintre acestea au putut fi puse în aplicare. Imperiul Rus nu era pregătit pentru o societate mai liberală; iar Alexandru, discipolul profesorului progresist Laharpe, era (după cum el însuși a afirmat) doar un „accident fericit” pe tronul țarilor. El vorbea, într-adevăr, cu amărăciune despre „starea de barbarism în care fusese lăsată țara de către traficul de carne vie”.

### Reforma sistemului juridic

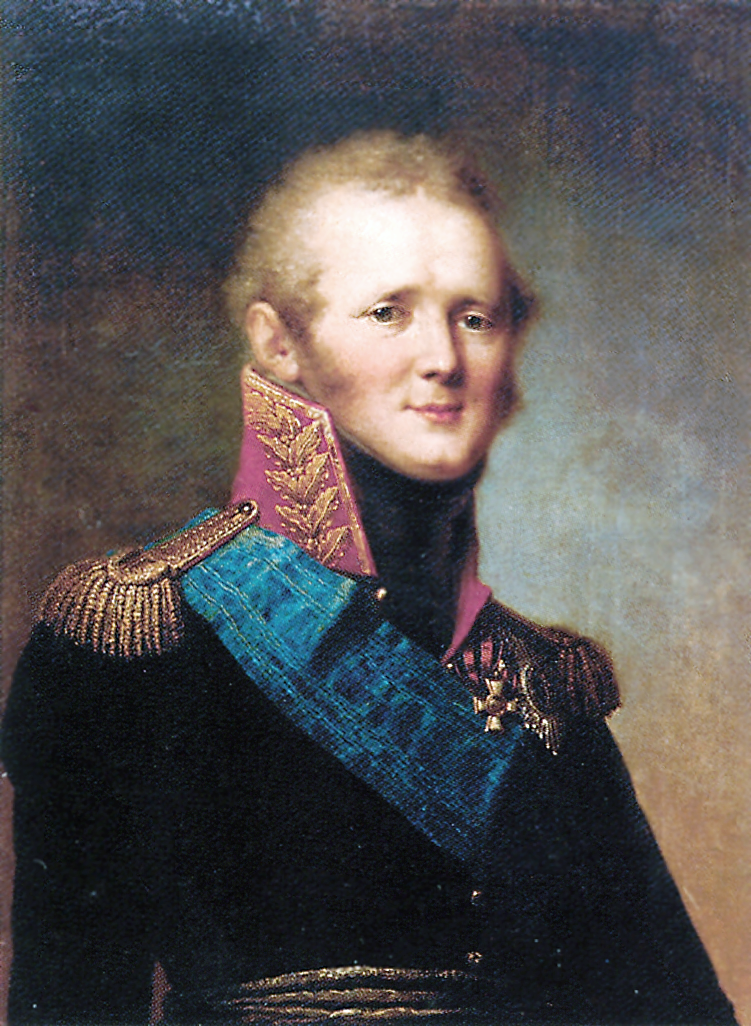
Portretul lui Alexandru I

Codificarea legilor inițiată în 1801 nu a fost terminată niciodată în timpul domniei sale; nimic nu a fost făcut pentru a îmbunătăți statutul intolerabil al țărănimii rusești; constituția elaborată de Mihail Speranski, și aprobată de către împărat, a rămas nesemnată. În sfârșit, intrigile plănuite de rivalii politici ai lui Speranski au dus la pierderea de către acesta a sprijinului lui Alexandru și la demiterea ulterioară din martie 1812.
Alexandru, care, fără să fie în mod conștient tiranic, dispunea în totalitate de specifica neîncredere în oameni a unui tiran și de o judecată independentă, era lipsit astfel de prima calitate a unui suveran reformist: încrederea în oamenii săi. El a experimentat în provinciile periferice ale imperiului său; iar rușii au remarcat cu voce tare că, nemulțumit de guvernarea prin intermediul instrumentelor străine, el a oferit Poloniei, Finlandei și guvernoratelor baltice beneficii care nu existau pe teritoriul Rusiei.

### Reformele sociale
Anumite reforme au fost înfăptuite și în Rusia, însă nu au putut supraviețui intervențiilor suspicioase ale autocratului și subordonaților săi. Consiliul de Stat și Senatul de guvernământ, noi puteri cărora li s-au atribuit pentru prima dată anumite puteri (teoretice), au devenit instrumente servile ale țarului și ale favoriților săi de moment.
Complicatul sistem de educație, culminând cu reconstituirea sau fondarea noilor universități de la Tartu (Dorpat), Vilnius (Vilna), Kazan și Harkiv, a fost strangulat în numele așa-ziselor interese ale „ordinii” și ale Bisericii Ortodoxe Rusești; în timp ce așezările militare, pe care Alexandru le-a proclamat ca fiind o binecuvântare atât pentru soldați cât și pentru stat, au fost impuse cu forța țărănimii și armatei cu o cruzime fără milă. Deși ar fi trebuit să îmbunătățească condițiile de trai ale soldaților, efectul economic al acestora a fost nesemnificativ, iar asprimea disciplinei militare a provocat revolte frecvente.
Chiar și Societatea Bibliei, prin care împăratul, cuprins mai târziu de starea de zel evanghelic, își propusese să-și binecuvânteze poporul, era condusă după aceleași reguli nemiloase. Arhiepiscopul catolic și metropolitanii ortodocși au fost forțați să servească în comitetul acesteia alături de pastori protestanți; iar preoții de la sate, antrenați să privească orice amestec în documentele tradiționale ale bisericii ca fiind un păcat de moarte, au devenit fără voie instrumentele propagării a ceea ce ei considerau a fi lucrarea diavolului.

## Influența asupra politicii europene

### Opinii ale contemporanilor săi
Autocrat și iacobin, om al lumii și mistic, el apărea contemporanilor săi ca o ghicitoare pe care fiecare o dezlega potrivit propriului temperament. Napoleon I îl considera un „bizantin schimbător” și l-a poreclit un Talma al nordului, pregătit oricând să joace un rol remarcabil. Pentru Klemens Wenzel von Metternich era un om nebun, luându-l în derâdere cu orice ocazie. Castlereagh, scriind despre acesta lordului Liverpool, îi atribuie meritele unor „mari calități”, însă adaugă că este „suspicios și indecis”. Totuși, imaginația grandioasă a lui Alexandru era atrasă mai mult de marile întrebări ale politicii europene decât de încercările de reformă domestică care, în general, îi răneau mândria dovedindu-i limitele înguste ale puterii absolute.

### Alianțele cu celelalte puteri
După succesiunea la tron, Alexandru a inversat politica tatălui său, Pavel, a denunțat Liga Neutrilor și a făcut pace cu Regatul Unit al Marii Britanii și Irlandei (aprilie 1801). În același timp a deschis negocieri cu Francisc I al Austriei. Curând după aceea, la Klaipėda (Memel), a intrat într-o alianță strânsă cu Regatul Prusiei, nu din cauza motivelor politice, după cum s-a lăudat, ci în spiritul adevăratului cavalerism, din prietenie față de tânărul rege Frederic al III-lea și frumoasa sa soție Louise de Mecklenburg-Strelitz.
Dezvoltarea acestei alianțe a fost întreruptă de scurta pace din octombrie 1801; și pentru o scurtă vreme se părea că Franța și Rusia vor putea ajunge la o înțelegere. Purtat pe val de entuziasmul lui Laharpe, care se întorsese în Rusia din Paris, Alexandru a început în mod deschis să-și proclame admirația pentru instituțiile franceze și pentru persoana lui Napoleon Bonaparte. Cu toate acestea, nu după mult timp a intervenit o schimbare. Laharpe, după o nouă vizită la Paris, a prezentat țarului Reflecțiile asupra adevăratei naturi a consulului pe viață, care, după cum a afirmat Alexandru, au înlăturat vălul din fața ochilor săi și l-au dezvăluit pe Bonaparte „nu ca un patriot adevărat”, ci numai ca „cel mai faimos tiran pe care lumea l-a produs”. Deziluzia lui Alexandru a fost completată de uciderea ducelui d'Enghien. Curtea imperială rusă l-a jelit pe ultimul membru al Casei de Condé, iar relațiile diplomatice cu Franța au fost întrerupte.

### Opoziția față de Napoleon
Evenimentele războaielor napoleoniene care au urmat aparțin istoriei generale a Europei; însă atitudinea lui Alexandru de-a lungul acestora a fost una personală, iar deciziile sale au avut o importanță deosebită pentru restul lumii. Opunându-se lui Napoleon I, „asupritorul Europei și perturbatorul păcii mondiale”, Alexandru deja credea că de fapt îndeplinea o misiune divină. În instrucțiunile sale către Novosilțev, trimisul său special la Londra, țarul a elaborat motivele politicii sale într-o manieră care apărea indescifrabilă pentru prim-ministrul Pitt, ca și mai târziu tratatul Sfintei Alianțe pentru ministrul de externe, Castlereagh. Însă documentul prezintă un mare interes, deoarece în cadrul acestuia se găsesc formulate pentru prima dată într-o corespondență oficială acele idei exaltate ale politicii internaționale care vor juca un rol atât de remarcabil în afacerile lumii la apropierea epocii revoluționare și emise la sfârșitul secolului al XIX-lea în Rescriptul lui Nicolae al II-lea și la conferința de la Haga. Alexandru susținea că rezultatul războiului nu trebuia să fie doar eliberarea Franței, ci triumful universal al „sacrelor drepturi ale omului”. Pentru a atinge acest scop, era necesar ca, „după atașarea națiunilor de guvernele lor, făcându-le pe acestea să acționeze în interesul supușilor, să se fixeze relațiile între state după reguli mai precise și astfel să fie în interesul fiecărei țări să se respecte reciproc.”
Un tratat general avea să devină baza relațiilor dintre state, care vor forma „Confederația Europeană”; iar aceasta, deși „nu se punea problema realizării visului de pace universală, va obține unele rezultate dacă, la încheierea războiului general, ar fi posibil să se stabilească potrivit unor principii clare recomandările privind drepturile națiunilor. De ce nu ar putea cineva să urmeze”, a continuat țarul, „drepturile pozitive ale națiunilor, care asigură privilegiul neutralității, inserează obligația de a nu declara război până când nu s-au epuizat toate resursele de mediere a unei a treia părți, aducând în acest fel la lumină respectivele abuzuri și încercând să le îndrepte? Conform unor astfel de principii se poate proceda la o pacificare generală și la crearea unei ligi ale cărei stipulații vor forma, ca să zicem așa, un nou cod al legii națiunilor, care, aprobat de majoritatea statelor Europei, va deveni fără dificultate modalitatea imuabilă de conducere a cabinetelor, pe când cei care vor încerca să-l încalce vor risca să abată asupra lor forțele noii uniuni.”

### Înfrângerea din 1807 în fața forțelor franceze

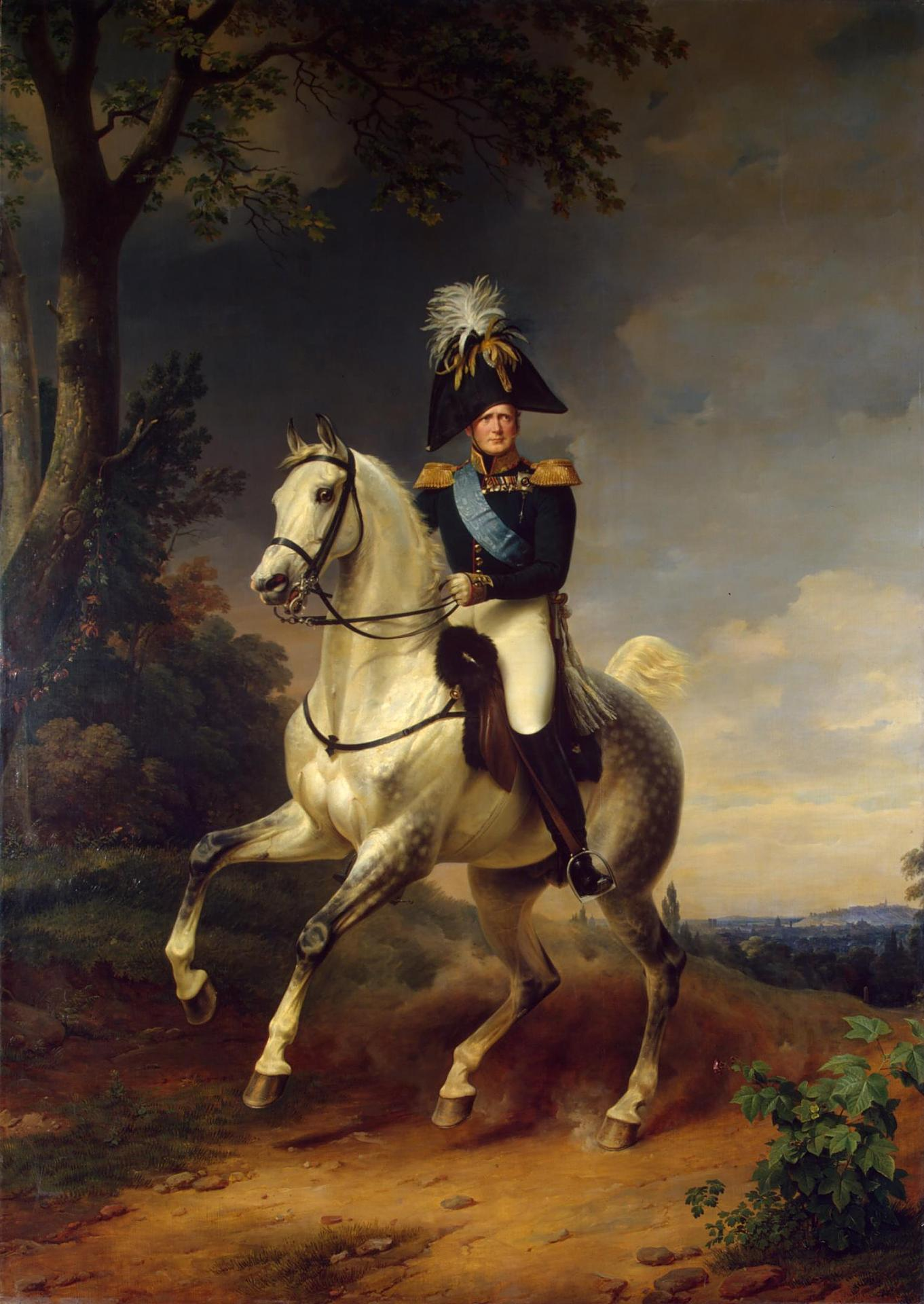
Portet ecvestru al lui Alexandru I (1812)

Între timp, Napoleon, puțin abătut din cauza ideologiei neobișnuite a autocratului rus, nu a renunțat niciodată la speranța de a-l înlătura din coaliția formată împotriva sa. Nici nu a intrat bine în Viena că a și început negocierile cu el; acestea au fost continuate după bătălia de la Austerlitz (2 decembrie 1805). Rusia imperială și Franța, a stăruit el, erau „aliați geografici”, nu era și nici nu putea fi între ele vreun conflict adevărat de interese; împreună ele ar putea conduce lumea. Însă Alexandru era determinat în continuare „să persiste în sistemul de dezinteres față de toate statele Europei pe care îl urmase până atunci” și s-a aliat din nou cu Regatul Prusiei. Au urmat campania de la Jena și bătălia de la Eylau, iar Napoleon, deși tot lua în considerare o alianță cu Rusia, i-a stârnit pe polonezi, turci și perși să abolească supunerea față de țar. Un grup din Rusia însăși, condus de fratele țarului, Constantin Pavlovici, vocifera în favoarea păcii, dar Alexandru, după o încercare zadarnică de a forma o nouă coaliție, a chemat națiunea rusă la un război sfânt împotriva lui Napoleon, inamicul credinței ortodoxe. Rezultatul a fost înfrângerea de la Friedland (13/14 iunie 1807). Napoleon a văzut șansa și a profitat de ea. În loc de a impune condiții grele, el i-a oferit autocratului învins alianța sa și un parteneriat în glorie.
Cei doi împărați s-au întâlnit la Tilsit pe 25 iunie 1807. Alexandru, orbit de geniul lui Napoleon și copleșit de aparenta generozitate a acestuia, a fost complet câștigat. Napoleon știa bine cum să apeleze la exuberanta imaginație a noului său prieten. El avea să dividă cu Alexandru imperiul lumii; ca un prim pas, îl va lăsa în posesia Principatelor Dunărene și îi va da mână liberă în afacerile cu Finlanda; iar după aceea, împărații estului și vestului, la momentul potrivit, îi vor alunga pe turci din Europa și vor mărșălui de-a lungul Asiei pentru a cuceri India. Un plan atât de uimitor a trezit în mintea impresionabilă a lui Alexandru o ambiție față de care până atunci fusese străin. Interesele Europei au fost uitate. „Ce este Europa?”, a exclamat el ambasadorului francez. „Unde este, dacă nu suntem noi și voi?”

### Prusia
Totuși, măreția acestor noi viziuni nu l-au orbit pe Alexandru de obligațiile prieteniei și a refuzat păstreze principatele danubiene ca prețul pentru suferirea unei noi dezmembrări a Prusiei. „Am purtat un război loial”, a spus el, „trebuie să facem o pace loială”. Nu a trecut mult până când primul entuziasm de la Tilsit a început să pălească. Francezii au rămas în Prusia, rușii au rămas pe Dunăre; și se acuzau reciproc de încălcarea angajamentelor. Cu toate acestea, între timp, relațiile personale dintre Alexandru și Napoleon aveau un caracter cât se poate de cordial; și se spera că o nouă întâlnire ar putea ajusta toate diferendele dintre cei doi. Întâlnirea a avut loc la Erfurt în octombrie 1808 și a produs un tratat care a definit politica comună a celor doi împărați. Însă relațiile dintre Alexandru și Napoleon au suferit o schimbare. Țarul a realizat că Napoleon nu se lăsa condus niciodată de sentimente în detrimentul rațiunii și că de fapt nu intenționase vreodată să ducă cu adevărat la îndeplinire „marea întreprindere” pe care o propusese, folosind-o numai pentru a-i preocupa mintea pe când el își consolida propria putere în Europa Centrală. Începând cu acest moment, alianța cu Franța nu mai era o înțelegere fraternală pentru a conduce lumea, ci o afacere pur politică. El a folosit-o, într-o primă instanță, pentru a îndepărta „inamicul geografic” de la porțile Sankt Petersburgului prin smulgerea Finlandei de la suedezi (1809); iar un alt scop era stabilirea frontierei sudice a Rusiei de-a lungul Dunării.

### Alianța franco-rusă
Evenimentele duceau de fapt cu rapiditate la ruptura alianței franco-ruse. Alexandru, într-adevăr, l-a ajutat pe Napoleon în războiul din 1809, însă a declarat limpede că nu va permite ca Imperiul Austriac să fie desființat; iar Napoleon s-a plâns amarnic de inactivitatea trupelor ruse din timpul campaniei. Țarul a protestat la rândul lui împotriva încurajărilor lui Napoleon adresate polonezilor. În ceea ce privește alianța cu Franța, el se știa practic izolat în Rusia și a declarat că nu putea sacrifica interesele poporului și imperiului său în numele afecțiunii față de Napoleon. „Nu vreau nimic pentru mine”, a spus el ambasadorului francez, „de aceea lumea nu este destul de mare pentru a ajunge la o înțelegere legată de afacerile Poloniei dacă se pune problema restaurării acesteia.”
De tratatul de la Schönbrunn, care era în mare parte în favoarea Ducatului Varșoviei, el s-a plâns că „nu îl răsplătise îndeajuns pentru loialitatea sa.” Anexarea Oldenburgului, al cărui duce, Wilhelm (3 ianuarie 1754 - 2 iulie 1823), era unchiul țarului, de către Franța în decembrie 1810 s-a adăugat nemulțumirilor lui Alexandru față de Napoleon; în timp ce reacția ruinătoare a „sistemului continental” asupra comerțului rus l-a adus pe țar în imposibilitatea de a păstra conduita care era motivul principal al alianței pentru Napoleon. Au urmat o corespondență acidă și înarmări prost tăinuite, care au culminat în vara anului 1812 cu Campania din Rusia. Însă, chiar și după ce francezii au trecut frontiera, Alexandru încă a protestat că sentimentele personale față de împărat erau nealterate; „dar”, a adăugat el, „Dumnezeu însuși nu poate schimba trecutul.” Ocuparea Moscovei și profanarea Kremlinului, centrul sacru al Sfintei Rusii, au schimbat sentimentul său în privința lui Napoleon în ură pasională. În van împăratul francez, în mai puțin de opt zile după ce a intrat în Moscova, i-a scris țarului o scrisoare în care cerea pacea și a apelat la „orice rămășiță a fostelor sale sentimente”. Alexandru nu a răspuns acestor „fanfaronade”. „Gata cu pacea!” a afirmat țarul, „El sau eu, eu sau el: nu mai putem domni împreună!”

## Viața particulară
La 9 octombrie 1793, Alexandru s-a căsătorit cu Louise de Baden, cunoscută drept Elisabeta Alexeievna după convertirea la ortodoxism. Împreună au avut două fiice care au murit de mici.
- Marea Ducesă Maria Alexandrovna a Rusiei (St.Petersburg 29 mai 1799 - St. Petersburg 8 iulie 1800); zvonurile spueau că a fost copilul lui Adam Czartoryski
- Marea Ducesă Elisabeta Alexandrovna a Rusiei (St. Petersburg 15 noiembrie 1806 - St. Petersburg 12 mai 1808); a murit de infecție

Alexandru a avut mai mulți copii nelegitimi:
Cu Sofia Sergheievna Vsevolozhskaia:
- Nicolae Evgenievici Lukaș (11 decembrie 1796 - 20 ianuarie 1868); s-a căsătorit cu prințesa Alexandra Lukanișna Guidianova și cu prințesa Alexandra Mikhailovna Schakhovskaia; a avut patru copii din prima căsătorie și un copil din a doua.

Cu Maria Narișkina (1779–1854):
- Zenaida Narișkina (1806 – 18 mai 1810); a murit la vârsta de patru ani.
- Sofia Narișkina (1808 - 18 iunie 1824); a murit la 16 ani, necăsătorită
- Emanuel Narișkin (30 iulie 1813 – 31 decembrie 1901); s-a căsătorit cu Caterina Novossiltzev, nu a avut copii.

Cu Marguerite-Josephine Weimer:
- Maria Alexandrovna Parijskaia (19 martie 1814 - 1874); s-a căsătorit cu Vassili Joukov, a avut copii.

Cu o metresă necunoscută:
- Wilhelmine Alexandrine Pauline Alexandrov  (1816 - 4 iunie 1863); s-a căsătorit cu Ivan Arduser von Hohendachs, a avut copii.

Cu Veronica Dzierzanowska:
- Gustave Ehrenberg (14 februarie 1818 -	28 septembrie 1895); s-a căsătorit prima dată cu Felicite Pantcherow, cu care nu a avut copii. A doua oară s-a căsătorit cu Emilie Pantcherow, cu care a avut un fiu.

Cu Barbara Tourkestanov, Prințesă Tourkestanova:
- Maria Tourkestanov, Prințesă Tourkestanova (20 martie 1819 - 19 decembrie 1843); a murit la 24 de ani, fără copii.

Cu Maria Ivanovna Katatcharova:
- Nicolae Vassilievici Isakov (10 februarie 1821 - 25 februarie 1891); s-a căsătorit cu Anna Petrovna Lopukhina (o descendentă a țarinei Eudoxia Lopukhina), a avut copii.

Alexandru I a fost nașul viitoarei regine Victoria care a fost botezată Alexandrina Victoria în onoarea țarului.